# گووخوو (شهرستان اسکرینه‌ویتسه)
گووخوو (به لاتین: Głuchów) یک روستا در لهستان است که در گمینا گووخوو واقع شده‌است. گووخوو ۱٬۰۰۰ نفر جمعیت دارد.